# Inspecció Tècnica dels Edificis
La Inspecció Tècnica dels Edificis d'habitatges (ITE) és un procés sistematitzat de revisió periòdica dels edificis d'habitatges que consisteix en una inspecció visual de l'edifici feta per un tècnic competent que té per objecte determinar-ne l'estat en el moment de la inspecció i orientar la propietat en les actuacions a realitzar per complir el deure de conservació i manteniment. En cap cas té per objecte detectar vicis ocults.
Una vegada obtingut l'informe d'inspecció tècnica d'edificis (ITE), cal sol·licitar el certificat d'aptitud de l'edifici a l'administració competent. Les administracions competents són els municipis i les comunitats autonomes. A l'Estat Espanyol hi ha més de 40 ordenances municipals que regulen la inspecció técnica d'edificis. A Catalunya i al País Basc està regulat per un Decret de la Comunitat Autonoma.

## Normativa
A Catalunya aquesta inspecció tècnica dels edificis es regeix pel Decret 67/2015 de 5 de maig, per al foment del deure de conservació, manteniment i rehabilitació dels edificis d'habitatges, mitjançant les inspeccións tècniques i el llibre de l'edifici.
Al País Valenciá hi ha 15 municipis amb ordenances que regulen la ITE: Alcoi, Alacant, Benicarló, Castelló de la Plana, Catral, Finestrat, Xixona, La Nucia, Oriola, Sagunt, Santa Pola, Valencia, La Vila Joiosa, Vinaròs, Xirivella. Totes ho regulen amb ordenances especifiques, menys València, Castelló de la Plana i Alcoi.
A les Illes Balears hi ha 3 municipis amb ordenances que regulen la ITE: Calvià, Ciutadella i Palma.

## Obligació
L'obligació de sotmetre els edificis d'habitatges a inspecció tècnica correspon a la propietat. També en els supòsits de propietat temporal o compartida. En el cas d'edificis sotmesos al règim de propietat horitzontal, aquesta obligació correspon a la comunitat de propietaris.
Les persones propietàries i les persones ocupants han de facilitar l'accés als habitatges i a les altres entitats de l'edifici en el moment de la inspecció, amb la finalitat de possibilitar la inspecció de l'edifici, segons les exigències que estableix l'ordenament jurídic.
El cost econòmic derivat de la inspecció tècnica és a càrrec de les persones obligades a la realització de la inspecció.

## Aplicable
És d'aplicació als edificis d'habitatges. A Catalunya és d'aplicació als edificis unifamiliars i plurifamiliars on existeixi l'ús d'habitatge, sense perjudici que puguin contenir també altres usos diferents del residèncial. Estan exclosos de l'obligació, aquells edificis unifamiliars on la seva edificació principal, excloses construccions auxiliars d'escassa entitat constructiva, estiqgui separada 1,5 metres o més de la via pública, de zones d'ús públic i de les finques adjacents.
Cada ordenança estableix a partir de quina antinguitat els edificis estan sotmesos a passar la inspecció tècnica. A Catalunya és en els edificis a partir de 45 anys d'antinguitat però hi ha ordenances que ho estableixen a partir dels 50 anys d'antiguitat.

## Informe ITE
L'informe d'inspecció tècnica dels edificis d'habitatges (IITE), és el document emès pel tècnic competent encarregat de la inspecció, on es descriu: 
- Les característiques generals de l'edifici, on ha de fer constar el seu estat de conservació.
- Les possibles deficiències detectades en els seus elements comuns.
- La qualificació de les possibles deficiències detectades en els elements comuns.
- Els terminis per esmenar les possibles deficiències en els elements comuns.
- Una qualificació sobre l'estat general de l'edifici.
- Les propostes tècniques de millora de la sostenibilitat, l'ecoeficiència, la funcionalitat i les condicions d'accessibilitat de l'edifici.

L'informe d'inspecció tècnica, no té la finalitat de detectar incompliments normatius, ni urbanístics, ja que aquests no són deficiències constructives de l'edifici.

## Certificat d'aptitud
El certificat d'aptitud és el document que emet l'administració competent sobre la base de l'informe d'inspecció tècnica dels edificis d'habitatges (ITE) presentat. En cap cas el certificat d'aptitud pressuposa l'adequació dels habitatges de l'edifici inspeccionat a la legalitat d'usos urbanístics ni al compliment de les condicions d'habitabilitat. El certificat d'aptitud haurà d'identificar l'edifici, indicar el període de vigència i les condicions que s'estableixen.
L'administració competent són els municipis i a Catalunya és l'Agència de l'Habitatge de Catalunya i ha de resoldre la sol·licitud en el termini màxim de tres mesos des de la data de presentació. En funció de les deficiències que constin en l'informe de la inspecció tècnica, el certificat d'aptitud s'emet com a:
a) “Apte”, si l'edifici no presenta deficiències.
b) “Apte”, si l'edifici presenta deficiències qualificades com a lleus.
c) “Apte provisional”, si l'edifici presenta deficiències qualificades com a importants.
d) “Apte cautelarment”, si l'edifici presenta deficiències qualificades com a greus o molt greus, si bé amb les mesures cautelars executades que hagin resolt provisionalment les situacions de risc per a les persones i els béns.
e) “Resolució denegatòria d'aptitud”, si l'edifici presenta deficiències qualificades com a greus o molt greus sense les mesures cautelars executades. En aquest supòsit caldrà presentar una nova sol·licitud que acompanyi un nou IITE que acrediti que s'han executat les mesures cautelars, o l'execució de les obres per obtenir el certificat d'aptitud.
El Certificat d'Aptitud "Apte provisional" o "Apte cautelar", només acredita que la propietat compleix el deure de conservació i rehabilitació quan s'hagin realitzat les obres necessàries que hagin fet desaparèixer les deficiències qualificades com a "greus", "molt greus" o "importants".
En el supòsit de resolució denegatòria d'aptitud cal presentar una nova sol·licitud que acompanyi un nou informe d'inspecció tècnica dels edificis d'habitatges (IITE) que acrediti que s'han executat les mesures cautelars, o l'execució de les obres per obtenir el certificat d'aptitud.

## Programa de rehabilitació
A Catalunya, tots els edificis que han obtingut el certificat d'aptitud de l'edifici amb deficiències qualificades de “lleus”, “importants”, “greus” o “molt greus” han d'aprovar un programa de rehabilitació acompanyat d'un fons de reserva que garanteixi la seva execució, el qual ha de comptar amb la supervisió d'un tècnic qualificat. L'objectiu principal del programa de rehabilitació es prioritzar les intervencions de rehabilitació que li son necessàries a l'edifici, mitjançant la supervisió d'un tècnic qualificat, així com determinar el cost econòmic estimat de les mateixes i la planificació financera per poder cobrir aquestes obres. És per tot això que el programa de rehabilitació esdevé un compromís cabdal per a la conservació de l'edifici, ja que assenyala el camí que ha de recórrer la propietat de l'edifici per a rehabilitar i adequar l'edifici.

## Verificació tècnica
La vigència dels certificat d'aptitud “Apte provisional” i “Apte cautelarment”, queda condicionada al fet que s'efectuï un informe de verificació tècnica que inclogui la visita d'un professional tècnic a l'edifici per a examinar els elements amb deficiències, llevat del supòsit en què s'hagin iniciat les obres per a reparar-les. El període de verificació tècnica l'assenyala el tècnic redactor en l'informe d'inspecció tècnica, que no pot ser superior a 12 mesos en els casos de deficiències qualificades com a “greus” o “molt greus”, ni a 24 mesos en els casos de deficiències qualificades com a “importants”.
L'informe de verificació tècnica s'ha d'elaborar segons el model normalitzat aprovat per l'Agència d'Habitatge de Catalunya i serveix per acreditar l'estat de les deficiències a verificar com també per fer constar que s'han reparat. La propietat de l'edifici ha d'adjuntar aquest informe amb el certificat d'aptitud, per tal d'acreditar la seva vigència quan sigui exigible d'acord amb els apartats anteriors.